# Cixius sibirica
Cixius sibirica är en insektsart som beskrevs av Alexander Fyodorovich Emeljanov 1979. Cixius sibirica ingår i släktet Cixius och familjen kilstritar. Inga underarter finns listade i Catalogue of Life.